# Мутавеклијско краљевство Јемен
Мутавеклијско краљевство Јемен или Краљевство Јемен (арап. المملكة ‏المتوكلية اليمنية, ал-Мамлаках ал-Мутавакилијах ал-Yаманијах), било је краљевина која је постојала од 1918. до 1962. године на југозападу Арапског полуострва.

## Историја
Верски вође из шијитске исламске секте Зејдије успели су да протерају снаге Османског царства из планинске територије која је касније постала Северни Јемен негде око средине 17. века. Али је читав наредни век тај део Јемена остао јако разједињен и практички без икакве централне власти, због изузетно слабих могућности кретања по планинском терену Северног Јемена. Османско царство вратило се у Јемен 1849. године, и успело да заузме обални појас Северног Јемена, Тихамах. Притисцима на Зејдијске имаме успели су их натерати да потпишу споразум којим признају османски суверенитет и допуштају да се један мањи турски гарнизон стационира у Сани.
Међутим Османлије нису никада успели да задобију потпуну контролу над Јеменом и никада нису успели у потпуности да елиминишу отпор месног зејдијског свештенства (које је имало стварну власт). Нетом пред почетак Првог светског рата 1913. године, Османско царство је било присиљено да и службено препусти део своје власти планинској свештеничкој олигархији Зеиди.
Након слома Османског царства, 30. октобра 1918, имам Јаија Мухамед из династије ал-Касими прогласио је независност Северног Јемена. Имам Јаија Мухамед се 1926. године прогласио краљем Мутавеклијског краљевства Јемен, и тако је постао световни а не само духовни вођа Јемена. Након тог су Јемен признале бројне државе.
Јаија Мухамед успео је 1920-их проширити територију своје државе на обални део Јемена, Тихамах, а и према северу на јужни Асир. На северу су се његове амбиције судариле са саудијским краљем Абдул Азиз ибн Саудом. Због тог су избијали и војни сукоби. Раних 1930-их саудијске снаге успеле су поново да заузму добар део раније изгубљених подручја, укључујући и град Ал Худаида на југу обалног појаса Тихамах. Данашње границе са Саудијском Арабијом установљене су тек 20. маја 1934. године, након потписивања Мировног споразума у Таифу (Саудијска Арабија). Имам Јаија међутим никад није признао јужне границе своје државе према британском Протекторату Аден. Држао их је илегалнима и резултатом преговора туђинаца. Због тог је та граница била поприште војних сукоба и инцидената с британском војском.
Краљевина Јемен, била је један од оснивача Арапске лиге 1945. године, те потом и Уједињених народа 30. септембра 1947. године
Имам Јаија умро је за време војног удара 1948. године. На власт су се успели пучисти. Али је убрзо имамов син Ахмед ибн Јаија, успео срушити пучисте и вратити се на трон након неколико месеци. Његова је владавина била је обележена растућом репресијом, он је обновио граничне сукобе с Уједињеним Краљевством које је стајало на путу његове тежње да створи јединствени Велики Јемен. У марту 1955, изведен је покушај војног удара који је водила скупина официра и двоје незадовољне браће Ахмед ибн Јаије. Чак су га накратко успели и свргнути с престола, али су убрзо побеђени.
Ахмад ибн Јаија након тога морао се носити с растућим притиском на њега за потпору арапским националистичким циљевима младог египатског председника Гамала Абдела Насера, тако да му није ништа друго преостало већ је у априлу 1956, потписао пакт с Египтом о заједничкој одбрани. Те исте 1958. године, Јемен се придружио конфедерацији Уједињеној Арапској Републици (уз Египат и Сирију). Та творевина је распуштена у септембру 1961, а након тог су се односи између Египта (који је и даље носио назив УАР) и Јемена знатно погоршали.
Ахмед ибн Јаија је умро септембра 1962, а наследио га је његов син Мухамед ал-Бадр међутим он је владао врло кратко јер је исте године свргнут војним ударом. Војни официри школовани у Египту били су опчињени Насеровим арапским национализмом, па тако и млади заповедник краљевске гарде, Абдулах Салал, који је повео пучисте. Пучисти су преузели контролу над главним градом Сана, и створили Арапску Републику Јемен. Египат је на бројне начине помагао Арапску Републику Јемен, јер се ројалисти нису тако лако помирили с губитком власти. Они су имали присталице у краљевским кућама Саудијске Арабије и Јордана тако је земља ушла у грађански рат, који је трајао са различитим интензитетом све до 1967, кад је Египат повукао своје јединице. Након тога ројалистичке снаге су успеле да надјачају и у завршним операцијама 1968, заузму главни град Сану. Након тога опкољени републиканци пристали су на национално измирење. Потом је уследило и службено признање републиканске Арапске Републике Јемен, од стране моћног суседа Саудијске Арабије 1970. године.
Арапска Република Јемен се 22. маја 1990. ујединила с Народном Републиком Јужни Јемен у данашњу Републику Јемен.

## Краљеви Мутавеклијског краљевства Јемен
- Јаија Мухамед ибн ал-Касими,- 1926-1948.
- Ахмад ибн Јаија,- 1948-1962.
- Мухамед ал-Бадр,- 1962-1967.